# Шапел о Моан
Шапел о Моан (фр. Chapelle-au-Moine) насеље је и општина у северној Француској у региону Доња Нормандија, у департману Орн која припада префектури Аржантан.
По подацима из 2011. године у општини је живело 576 становника, а густина насељености је износила 108,27 становника/km². Општина се простире на површини од 5,32 km². Налази се на средњој надморској висини од 240 метара (максималној 306 m, а минималној 214 m).

## Демографија
| 1962. | 1968. | 1975. | 1982. | 1990. | 1999. | 2011. |
| ----- | ----- | ----- | ----- | ----- | ----- | ----- |
| 243   | 280   | 349   | 519   | 625   | 633   | 576   |

График промене броја становника у току последњих година